# كيث ريبلي (لاعب كرة قدم)
كيث ريبلي (بالإنجليزية: Keith Ripley)‏ هو لاعب كرة قدم بريطاني في مركزي الدفاع، ولد في 10 سبتمبر 1954 في نورمانتون ‏ في المملكة المتحدة. لعب مع نادي دونكاستر روفرز وهدرسفيلد تاون.